# Lebanon (Maine)
Lebanon és una població dels Estats Units a l'estat de Maine (EUA). Segons el cens del 2000 tenia 5.083 habitants.

## Demografia
Segons el cens del 2000, Lebanon tenia 5.083 habitants, 1.823 habitatges, i 1.405 famílies. La densitat de població era de 35,9 habitants/km².
Dels 1.823 habitatges en un 38,4% hi vivien nens de menys de 18 anys, en un 61,9% hi vivien parelles casades, en un 9,9% dones solteres, i en un 22,9% no eren unitats familiars. En el 17,2% dels habitatges hi vivien persones soles el 6,6% de les quals corresponia a persones de 65 anys o més que vivien soles. El nombre mitjà de persones vivint en cada habitatge era de 2,79 i el nombre mitjà de persones que vivien en cada família era de 3,1.
Per edats la població es repartia de la següent manera: un 28,6% tenia menys de 18 anys, un 7,2% entre 18 i 24, un 30,6% entre 25 i 44, un 23,7% de 45 a 60 i un 9,9% 65 anys o més.
L'edat mediana era de 37 anys. Per cada 100 dones de 18 o més anys hi havia 98,8 homes.
La renda mediana per habitatge era de 40.021 $ i la renda mediana per família de 41.713 $. Els homes tenien una renda mediana de 33.551 $ mentre que les dones 22.292 $. La renda per capita de la població era de 15.503 $. Entorn del 8,8% de les famílies i el 10,4% de la població estaven per davall del llindar de pobresa.